# Silvio Horta
Pour les articles homonymes, voir Horta.
Silvio Horta est un producteur américain d'origine cubaine né à Miami le 14 août 1974 et mort le 7 janvier 2020 dans la même ville.
En 2006, il adapte la telenovela colombienne Yo soy Betty, la fea en créant la série Ugly Betty pour la chaîne américaine ABC. Il est également le créateur en 2003 de la série Jake 2.0.

## Biographie
Silvio Horta a écrit de nombreux scénarios encore non produits, dont Even Exchange et The Furies (avec le créateur de Nip/Tuck Ryan Murphy). Avant Ugly Betty, Horta a écrit le scénario du film à succès satirique pour adolescents en 1998 Urban Legend et on peut l'entendre dans le commentaire du DVD. Avant le film, il travaillait comme parfumeur. 
Silvio Horta a également été le créateur de deux émissions de télévision de science-fiction de courte durée, Jake 2.0, avec Christopher Gorham, qui rejoindra plus tard le casting d' Ugly Betty et de The Chronicle. En 2007, il a remporté le Golden Globe de la meilleure série humoristique avec Ugly Betty. Il a déclaré : « Comme la plupart d'entre nous, Betty est une immigrante et The American Dream est bel et bien vivant et à la portée de tous ceux qui le souhaitent ».
Silvio Horta a fondé la société de production « Silent H Productions », dont le nom est une référence humoristique à la fréquente mauvaise prononciation du H silencieux dans son nom, « Horta ».
Silvio Horta a été retrouvé mort dans une chambre d'hôtel à Miami le 7 janvier 2020. Variety a indiqué qu'il était mort d'une blessure par balle auto-infligée.